# جیمز وارد پروس
جیمز وارد پروس (انگلیسی: James Ward-Prowse؛ زادهٔ ۱ نوامبر ۱۹۹۴) بازیکن فوتبال اهل بریتانیا است که برای باشگاه وستهام بازی می‌کند.
جیمز وارد پراوس به دلیل مهارت و دقت خود در زدن ضربات آزاد، مشهور به بهترین کاشته‌زن انگلیس و شاید جهان است.